# 1677
| 1677               |
| ------------------ |
| Dødsfald - Fødsler |
| • Begivenheder     |

| Gregoriansk kalender | 1677 MDCLXXVII          |
| Ab urbe condita      | 2430                    |
| Armensk kalender     | 1126 ԹՎ ՌՃԻԶ            |
| Kinesiske kalender   | 4373 – 4374 丙辰 – 丁巳 |
| Etiopisk kalender    | 1669 – 1670             |
| Jødisk kalender      | 5437 – 5438             |
| Hindukalendere       |                         |
| - Vikram Samvat      | 1732 – 1733             |
| - Shaka Samvat       | 1599 – 1600             |
| - Kali Yuga          | 4778 – 4779             |
| Iransk kalender      | 1055 – 1056             |
| Islamisk kalender    | 1088 – 1089             |

Konge i Danmark: Christian 5. 1670-1699 – Danmark i krig: Skånske Krig 1675-1679
Se også 1677 (tal)

## Begivenheder
- 8. januar - Danmark taber slaget om Rügen
- 1. juli - Søslaget i Køge Bugt

## Dødsfald
- 21. februar – Baruch de Spinoza, nederlandsk filosof (f. 1632)
- 24. maj – Anders Bording, dansk digter og journalist (f. 1619)